# Tina Harnesk
Tina Harnesk, född 1984, är en svensk-samisk bibliotekarie och författare.
Harnesk är född och uppvuxen i Jokkmokk i en familj med stark berättartradition. Hon bor (2022) i Arvidsjaur där hon arbetar som bibliotekarie.
Hon debuterade 2022 med romanen Folk som sår i snö. I boken berättas historien om svenska statens tvångsförflyttningar av Karesuandosamerna för hundra år sedan genom berättelsen om Máriddja och Biera, ett äldre par som lever utanför myndighetssamhället. I boken finns också den samiska kvinnan Risten som tvingas göra avkall på hela sitt samiska ursprung för att rädda sig och sin son undan sonens våldsamme far. Hon tvingas kapa sina rötter och boken beskriver hur detta gör henne sjuk. I september 2023 röstades boken fram som Årets bok av Bonniers Bokklubbars medlemmar.
Harnesk kom 2024 ut med Mödramärg där hon fördjupar sig i den samiska historien och sin egen lulesamiska släkts öden genom två kvinnors liv i två tidsplan, nutid och 1600-tal. I fokus står såväl moderskap som exploateringen av Sápmi, där hon beskriver jorden som en kvinnokropp som äts upp inifrån av människornas girighet.